# Ingeborg Villinger
Ingeborg Villinger (* 1946) ist eine deutsche Politikwissenschaftlerin.

## Leben
Villinger studierte von 1979 bis 1982 Komparatistik an der Universität Siegen und von 1982 bis 1988 Germanistik und Wissenschaftliche Politik an der Universität Freiburg, das sie mit einem Magisterexamen abschloss. Sie war von 1988 bis 1991 Wissenschaftliche Angestellte zur Erschließung des Nachlasses von Carl Schmitt am Hauptstaatsarchiv Düsseldorf. 1994 wurde sie bei Wolfgang Jäger promoviert, 1998 folgte die Habilitation in Freiburg. Sie war anschließend zunächst Lehrbeauftragte, dann wissenschaftliche Angestellte am Seminar für Wissenschaftliche Politik. 1998/99 vertrat sie den Bergstraesser-Lehrstuhl am Seminar für Wissenschaftliche Politik der Universität Freiburg. Von 1999 bis 2010 vertrat sie die C4-Professur des Lehrstuhls für vergleichende Regierungslehre von Wolfgang Jäger. 2004 wurde sie zur außerplanmäßigen Professorin ernannt.

## Forschungsinteressen
Sie forscht zur Politischen Theorie und Philosophie, zur Politischen Kulturforschung, symbolischen Politik, Vergleichenden Regierungslehre, zum Verhältnis von Politik, Massenmedien und Öffentlichkeit im Systemvergleich und bei Transformationsprozessen.

## Publikationen (Auswahl)
Monographien
- Verortung des Politischen – Carl Schmitt in Plettenberg, Hagen 1990 (Begleitband zur Ausstellung, zugleich Plettenberger Stadtgeschichte, Bd. 2).
- Carl Schmitts Kulturkritik der Moderne. Kommentar und Analyse der „Schattenrisse“. Akademie-Verlag, Berlin 1995 (Dissertation), ISBN 978-3-05-002668-8.
- Ernst Cassirers Philosophie der symbolischen Formen und die Medien des Politischen. Mit einer Studie zum Demonstrationsritual im Herbst 1989. Ergon-Verlag, Würzburg 2005 (Habilitationsschrift), ISBN 978-3-89913-423-0.
- Gretha Jünger. Die unsichtbare Frau. Verlag Klett-Cotta, Stuttgart 2020, ISBN 978-3-608-98352-4.[2]
- Gretha Jünger und die Sache selbst. Ein Porträt mit Carl Schmitt. Duncker & Humblot, Berlin 2022, ISBN 978-3-428-18625-9.

Herausgeberschaften
- mit Dirk van Laak: Nachlass Carl Schmitt. Verzeichnis des Bestandes im Nordrhein-Westfälischen Hauptstaatsarchiv (= Veröffentlichungen der staatlichen Archive des Landes Nordrhein-Westfalen. Reihe C: Quellen und Forschungen. Bd. 32), Siegburg 1993.
- mit Andreas Göbel, Dirk van Laak: Metamorphosen des Politischen. Grundfragen politischer Einheitsbildung im 20. Jahrhundert, Berlin 1995.
- Politik & Verantwortung. Festgabe für Wolfgang Jäger zum 60. Geburtstag. Rombach, Freiburg im Breisgau 2000, ISBN 978-3-7930-9262-9.
- mit Wolfgang Jäger: Die Intellektuellen und die deutsche Einheit, Freiburg 1997.
- mit Gisela Riescher, Jürgen Rüland: Politik und Verantwortung. Festgabe für Wolfgang Jäger zum 60. Geburtstag, Freiburg 2000.
- mit Franziska Schoessler: Politik und Medien bei Thomas Bernhard, Würzburg 2002.
- mit Alexander Jaser: Briefwechsel Gretha Jünger – Carl Schmitt (1934–1953). De Gruyter, Berlin 2007, ISBN 978-3-05-009846-3.